# Prosopocoilus serricornis senegalensis
Prosopocoilus serricornis senegalensis es una subespecie de coleóptero de la familia Lucanidae.

## Distribución geográfica
Habita en Etiopía.